# 556 Філліда
556 Філліда (556 Phyllis) — астероїд головного поясу, відкритий 8 січня 1905 року Паулєм Ґьотцом у Гейдельберзі.